# Поляновский (хутор)
Поля́новский — хутор в Алексеевском районе Волгоградской области России. Входит в Стеженское сельское поселение.
Хутор расположен в 5 км юго-западнее станицы Алексеевской и в 3 км южнее хутора Стеженский.
Дорога с асфальтовым покрытием. Хутор не газифицирован. Есть начальная школа, магазин.
Пойма реки Бузулук. Естественные луга и пастбища.

## Население
| 2010 |
| ---- |
| 124  |

## История
По состоянию на 1918 год хутор входил в Алексеевский юрт Хопёрского округа Области Войска Донского.